# 固城乡 (扶沟县)
固城乡，是中华人民共和国河南省周口市扶沟县下辖的一个乡镇级行政单位。

## 行政区划
固城乡下辖以下地区：
古北村、立岗村、押岗村、瓦岗村、谢桥村、宣庙村、姜岗村、常岭岗村、贺楼村、大王村、曹庄村、尧岗村、海岗村、管岗村、古南村、枣林村、来庄村、双楼村、护岭村、秦岭村、土河村、赵岗村和朱岗村。